# Albert Büchi
Albert Büchi, nacido el 27 de junio de 1907 en Winterthour y fallecido el 1 de agosto de 1988 fue un ciclista profesional suizo que fue profesional de 1931 a 1937.

## Palmarés
1931
- Campeonato de Suiza en Ruta
- 3º en el Campeonato Mundial en Ruta
- Gran Premio de l'Écho d'Alger

1932
- 2º en el Campeonato de Suiza en Ruta

1933
- Tour del Lago Léman

1935
- 1 etapa de la Vuelta a Suiza

1936
- 3º en el Campeonato de Suiza en Ruta

## Resultados en las grandes vueltas
| Carrera         | 1931 | 1932 | 1933 | 1934 | 1935 | 1936 | 1937 |
| --------------- | ---- | ---- | ---- | ---- | ---- | ---- | ---- |
| Giro de Italia  | -    | -    | -    | -    | -    | -    | -    |
| Tour de Francia | 9º   | 11º  | 13º  | 17º  | -    | -    | -    |
| Vuelta a España | -    | -    | -    | -    | -    | -    | -    |
| Mundial en Ruta | 3º   | 11º  | 8º   | -    | -    | -    | -    |

-: no participa

Ab.: abandono